# Medal Guya
Medal Guya (ang. Guy Medal) – nagroda naukowa za osiągnięcia w dziedzinie statystyki, przyznawana przez Królewskie Towarzystwo Statystyczne. Nazwa nagrody upamiętnia brytyjskiego lekarza i statystyka Williama Guya. Nagroda przyznawana jest od 1892 r. W zależności od osiągnięć laureat może otrzymać: 
- Złoty Medal Guya,
- Srebrny Medal Guya,
- Brązowy Medal Guya.

Złoty medal przyznawany jest co trzy lata, natomiast medale srebrne i brązowe przyznawane są co roku. 

## Laureaci Złotego Medalu Guya[1]
- 1892: Charles Booth
- 1894: Robert Giffen
- 1900: Jervoise Athelstane Baines
- 1907: Francis Edgeworth
- 1908: Patrick G. Craigie
- 1911: George Udny Yule
- 1920: Thomas H. C. Stevenson
- 1930: Alfred William Flux
- 1935: Arthur Lyon Bowley
- 1945: Major Greenwood
- 1946: Ronald Fisher
- 1953: Austin Bradford Hill
- 1955: Egon Pearson
- 1960: Frank Yates
- 1962: Harold Jeffreys
- 1966: Jerzy Neyman
- 1968: Maurice Kendall
- 1969: Maurice Stevenson Bartlett
- 1972: Harald Cramér
- 1973: David Cox
- 1975: George Alfred Barnard
- 1978: Roy Allen
- 1981: David George Kendall
- 1984: Henry Daniels
- 1986: Bernard Benjamin
- 1987: Robin Plackett
- 1990: Peter Armitage
- 1993: George Box
- 1996: Peter Whittle
- 1999: Michael Healy
- 2002: Dennis Lindley
- 2005: John Nelder
- 2008: James Durbin
- 2011: C. R. Rao
- 2013: John Kingman
- 2014: Bradley Efron
- 2016: Adrian Smith
- 2019: Stephen Buckland
- 2020: David Spiegelhalter